# Myrciaria strigipes
Myrciaria strigipes är en myrtenväxtart som beskrevs av Otto Karl Berg. Myrciaria strigipes ingår i släktet Myrciaria och familjen myrtenväxter. Inga underarter finns listade i Catalogue of Life.